# プロデュース・オン・デマンド
株式会社プロデュース・オン・デマンド（Produce on Demand,Inc.）（以下PoDと略す）は日本の赤坂にあるネット配信事業に特化した会社である。

## 概要
2000年創立のインターネット総合研究所の子会社である。ネット配信に特化された企業で、ダウンロードによる配信やマクロメディア・フラッシュによる配信、ストリーミング配信などの多種類の配信方法をそろえている。またそれに付随してエンコード、コンテンツ製作、ホスティング、ログ解析、システム開発なども行っている。

## 沿革
- 2000年11月2日、創業
- 2001年3月、ストリーミング配信サービス・エンコードサービス開始
- 2006年6月、本社を赤坂に移転
- 2007年3月、本社を虎ノ門に移転
- 2008年6月2日、楽天から楽天ティーヴィー株式会社を譲受。子会社としてスタイルキャスト株式会社を設立。
- 2009年12月21日、本社を六本木に移転
- 2011年12月1日、スタイルキャスト株式会社に吸収合併され消滅（合併したスタイルキャストがプロデュース・オン・デマンド株式会社《新社》に社名変更）